# Liu Hong
Liu Hong (刘虹S, Liú HóngP; Anfu, 12 maggio 1987) è una marciatrice cinese, detentrice del record mondiale della 50 km con il tempo di 3h59'15" (ottenuto nel 2019) oltre al primato cinese nei 5 000 m con 20'34"76, imbattuto dal 2012.
Ha al suo attivo una medaglia d'oro olimpica, vinta a Rio de Janeiro 2016, una medaglia d'argento olimpica a Londra 2012, una di bronzo olimpica a Tokyo 2020,  tre ori e due argenti ai Mondiali e una medaglia d'argento in Coppa del mondo di marcia 2014, sempre nella marcia 20 km. Ha anche vinto due medaglie d'oro ai Giochi asiatici nel 2006 e nel 2010.
Nel 2016, in seguito ad un controllo antidoping avvenuto dopo i campionati del mondo a squadre di marcia nel quale é stato individuato nel sangue un valore eccessivamente elevato di Higenamine, un prodotto contenuto in alcuni integratori alimentari, è stata squalificata dal 13 giugno al 13 luglio successivi. Le é stato quindi tolto il titolo della 20 km conquistata al termine della manifestazione che é stato riassegnato alla messicana Maria Guadalupe González.

## Record nazionali
- Marcia 5 000 m: 20'34"76 ( Tientsin, 16 settembre 2012)
- Marcia 35 km: 2h38'42" ( Wajima, 16 aprile 2023)
- Marcia 50 km: 3h59'15" ( Huangshan, 9 marzo 2019)

## Progressione

### Marcia 20 km
| Stagione | Tempo    | Luogo     | Data       | Rank. Mond. |
| -------- | -------- | --------- | ---------- | ----------- |
| 2015     | 1h24'38" | La Coruña | 6-6-2015   | 1ª          |
| 2014     | 1h26'58" | Taicang   | 3-5-2014   | 2ª          |
| 2013     | 1h27'06" | Lugano    | 17-3-2013  | 5ª          |
| 2012     | 1h25'46" | Taicang   | 30-3-2012  | 5ª          |
| 2011     | 1h27'17" | Taicang   | 22-4-2011  | 3ª          |
| 2010     | 1h30'06" | Canton    | 23-11-2010 | 14ª         |
| 2009     | 1h28'11" | Jinan     | 21-8-2009  | 8ª          |
| 2008     | 1h27'17" | Pechino   | 21-8-2008  | 9ª          |
| 2007     | 1h29'41" | Shenzhen  | 24-3-2007  | 17ª         |
| 2006     | 1h28'26" | Yangzhou  | 22-4-2006  | 10ª         |
| 2005     | 1h29'39" | Cixi      | 23-4-2005  | 29ª         |
| 2004     | 1h35'04" | Kunshan   | 23-5-2004  | 104ª        |

## Palmarès
| Anno | Manifestazione      | Sede           | Evento          | Risultato | Prestazione | Note                                     |
| ---- | ------------------- | -------------- | --------------- | --------- | ----------- | ---------------------------------------- |
| 2006 | Mondiali U20        | Pechino        | Marcia 10 000 m | Oro       | 45'12"84    |                                          |
| 2006 | Giochi asiatici     | Doha           | Marcia 20 km    | Oro       | 1h32'19"    |                                          |
| 2007 | Mondiali            | Osaka          | Marcia 20 km    | 19ª       | 1h36'40"    |                                          |
| 2008 | Giochi olimpici     | Pechino        | Marcia 20 km    | 4ª        | 1h27'17"    | Miglior prestazione personale            |
| 2009 | Mondiali            | Berlino        | Marcia 20 km    | Argento   | 1h29'10"    | Miglior prestazione personale stagionale |
| 2009 | Campionati asiatici | Canton         | Marcia 20 km    | dq        | dq          |                                          |
| 2010 | Giochi asiatici     | Canton         | Marcia 20 km    | Oro       | 1h30'06"    | Miglior prestazione personale stagionale |
| 2011 | Mondiali            | Taegu          | Marcia 20 km    | Oro       | 1h30'00"    |                                          |
| 2012 | Giochi olimpici     | Londra         | Marcia 20 km    | Argento   | 1h26'00"    |                                          |
| 2013 | Mondiali            | Mosca          | Marcia 20 km    | Oro       | 1h28'10"    |                                          |
| 2015 | Mondiali            | Pechino        | Marcia 20 km    | Oro       | 1h27'45"    |                                          |
| 2016 | Giochi olimpici     | Rio de Janeiro | Marcia 20 km    | Oro       | 1h28'35"    |                                          |
| 2019 | Mondiali            | Doha           | Marcia 20 km    | Oro       | 1h32'53"    |                                          |
| 2021 | Giochi olimpici     | Tokyo          | Marcia 20 km    | Bronzo    | 1h29'57"    |                                          |
| 2022 | Mondiali            | Eugene         | Marcia 20 km    | 5ª        | 1h29'00"    | Miglior prestazione personale stagionale |
| 2023 | Mondiali            | Budapest       | Marcia 20 km    | 17ª       | 1h30'43"    |                                          |
| 2024 | Giochi olimpici     | Parigi         | Marcia 20 km    | 21ª       | 1h31'24"    |                                          |

## Altre competizioni internazionali
2006
- 6ª in Coppa del mondo di marcia ( La Coruña), marcia 20 km - 1h28'59"

2010
- 13º in Coppa del mondo di marcia ( Chihuahua), marcia 20 km - 1h36'34"

2014
- Argento in Coppa del mondo di marcia ( Taicang), marcia 20 km - 1h26'58"